# Elmas
Elmas település Olaszországban, Szardínia régióban, Cagliari megyében. Lakosainak száma 9406 fő (2023. január 1.). Elmas Cagliari, Sestu és Assemini községekkel határos.

## Népesség
A település lakossága az elmúlt években az alábbi módon változott:
| Lakosok száma | 9464 | 9546 | 9406 |
|               | 2017 | 2018 | 2023 |